# 63145 Choemuseon
63145 Choemuseon este un asteroid din centura principală de asteroizi.

## Descriere
63145 Choemuseon este un asteroid din centura principală de asteroizi. A fost descoperit pe 4 decembrie 2000 la Bohyunsan de Young-Beom Jeon și Byung-Chol Lee. Asteroidul prezintă o orbită caracterizată de o semiaxă mare de 3,19 ua, o excentricitate de 0,16 și o înclinație de 2,3° în raport cu ecliptica.